# Vaják: A vér eredete
A Vaják: A vér eredete (eredeti cím: The Witcher: Blood Origin) 2022-es amerikai fantasy sorozat, amelyet Declan de Barra és Lauren Schmidt Hissrich alkotott, a Vaják című sorozat előzménye. A főbb szerepekben Sophia Brown, Laurence O'Fuarain, Mirren Mack, Lenny Henry és Jacob Collins Levy látható.
Amerikában és Magyarországon 2022. december 25-én mutatta be a Netflix.

## Ismertető
1200 évvel a Vaják című sorozat eseményei előtt,  az első Vaják megteremtését, valamint a szférák találkozásához vezető eseményeket mutatja be, továbbá a Xin'trea ősi elf civilizációt is feltárja, mielőtt az elpusztult volna. Geralt bárd szövetségesét, Jaskier-t a titokzatos elf Seanchai menti meg a háborúból, ahol a lány megíratja vele hét harcos el nem mondott legendáját, akik a Xin'trea erői ellen indultak a puccsot követően.

## Szereplők

### Főszereplők
| Szereplők            | Színész            | Magyar hang       | Leírás |
| -------------------- | ------------------ | ----------------- | --- |
| Éile                 | Sophia Brown       | Gubik Petra       | A királynő őrségének harcosa és a Holló klán tagja, aki utazó zenésznek áll. |
| Fjall                | Laurence O’Fuarain | Jászberényi Gábor | Elf, aki a Kutya klánban született, és arra esküdött fel, hogy megvédi a királyt, de ehelyett bosszút áll, miután a császárnő elárulja a klánját. Ahhoz, hogy ezt megtehesse, fájdalmas és életveszélyes átalakuláson kellett átesnie, amely megnövelte erejét, érzékeit, mozgékonyságát, reflexeit, gyógyulását, valamint méregellenállóvá és a legtöbb betegséggel szemben immunissá vált, így lett "Az első vaják". |
| Merwyn               | Mirren Mack        | Staub Viktória    | Xin'trea történelemmániás hercegnője, akinek életét bátyja, Alvatir király irányítja, de a saját útját akarja járni. |
| Balor fődruida       | Lenny Henry        | Papucsek Vilmos   | Mágus, aki megtanulta, hogyan nyisson kapukat más világokba, és saját terve van. |
| Eredin               | Jacob Collins-Levy | Tasnádi Bence     | A Xin'trean hadsereg parancsnoka, de számos titkot őriz. |
| Kökörcsin            | Joey Batey         | Bercsényi Péter   | Bárd, aki egyszer együtt utazott Geralttal, és akit a titokzatos Seanchai ment meg a valószínű haláltól. |
| Syndril              | Zach Wyatt         | Gacsal Ádám       | Elf mágus, aki felfedezte, hogyan lehet kapukat nyitni a világok között. |
| Zacaré               | Lizzie Annis       | Katona Kinga      | Elf mágus, aki Syndril égi ikertestvére. |
| Callan "Halál fivér" | Huw Novelli        | Király Dániel     | Nyugdíjas kereskedő, aki Éile, Fjall és Scían nyomára bukkan. |
| Meldof               | Francesca Mills    | Ágoston Katalin   | Bosszúszomjas törpe, aki harci kalapácsot forgat, amelyet néhai felesége, Gwen után neveztek el, akit megerőszakoltak és megöltek a Xin'trean katonák. |
| Fenrik               | Amy Murray         | Nem szólal meg    | Balor druida tanítványa, aki süket. |
| Seanchai             | Minnie Driver      |                   | Titokzatos alak, aki megmenti Jaskier-t, mert azt akarja, hogy meséljen egy történetet a szférák találkozásáról |
| Scían                | Michelle Yeoh      | Ráckevei Anna     | A Szellemklán nevű kard-elfek nomád törzsének utolsó tagja, aki küldetésen van, hogy visszaszerezze a népétől ellopott pengét. |
| Uthrok               | Dylan Moran        | Katona Kinga      | Scían eladó kollégája. |

### Mellékszereplők
| Szereplők | Színész               | Magyar hang    | Leírás                                                                       |
| --------- | --------------------- | -------------- | ---------------------------------------------------------------------------- |
| Alvatir   | Mark Rowley           | Dévai Balázs   | Xin'trea királya és Merwynn testvére, aki megpróbálta egyesíteni a klánokat. |
| Fény      | Hiftu Quasem (hangja) |                | Ismeretlen lény, akivel Balor egy másik világban érintkezik.                 |
| Ithlinne  | Ella Schrey-Yeats     | Ruszkai Szonja | Látnoki képességekkel rendelkező fiatal lány, akivel Eile összebarátkozik.   |
| Níamh     | Ozioma Whenu          | Szabó Luca     | Eile testvére                                                                |
| Ket       | Kim Adis              | Lamboni Anna   | Merwynn szolgája.                                                            |
| Aevenien  | Kerri Quinn           | Pap Katalin    | Ithlinne anyja.                                                              |
| Cethlenn  | Karlina Grace-Paseda  |                | A Holló klán főnöke, Eile és Níamh anyja.                                    |
| Avallac'h | Samuel Blenkin        | Sikó Koppány   | Fiatal mágus, aki megmenti Merwynnt és a védelmezőjévé válik.                |
| Brían     | Nathaniel Curtis      |                | Elf, Eredin szeretője                                                        |
| Kareg     | Aidan O'Callaghan     |                | Fjall elhunyt testvére.                                                      |
| Catrin    | Hebe Beardsall        | Kereki Anna    | Falusi, aki a lázadás élére áll                                              |

### Magyar változat
- Magyar szöveg: Szentmihályi Hunor
- Hangmérnök: Tóth Péter Ákos
- Vágó: Kajdácsi Brigitta
- Zenei rendező: Fellegi Lénárd
- Szinkronrendező: Dóczi Orsolya

A szinkront a Mafilm Audio Kft. készítette.

## Epizódok
| Sor. | Év. | Cím                                                                                    | Rendező                        | Író                                | Premier            |
| ---- | --- | -------------------------------------------------------------------------------------- | ------------------------------ | ---------------------------------- | ------------------ |
| 1.   | 1.  | Balladák, dulakodások és véráztatta pengék (Of Ballads, Brawlers, and Bloodied Blades) | Sarah O'Gorman és Vicky Jewson | Declan de Barra                    | 2022. december 25. |
| 2.   | 2.  | Álmok, kihívások és elkeseredett tettek (Of Dreams, Defiance, and Desperate Deeds)     | Vicky Jewson                   | Alex Meenehan és Aaron Stewart-Ahn | 2022. december 25. |
| 3.   | 3.  | Harcosok, eszmélések és bámulatos világok (Of Warriors, Wakes, and Wondrous Worlds)    | Sarah O'Gorman és Vicky Jewson | Tania Lotia és Kiersten Van Horne  | 2022. december 25. |
| 4.   | 4.  | Mágusok, rosszhiszeműség és szörnyű ámokfutás (Of Mages, Malice, and Monstrous Mayhem) | Sarah O'Gorman                 | Declan de Barra és Tasha Huo       | 2022. december 25. |

## A sorozat készítése
2020 júliusában jelentették be, hogy a Netflix zöld utat adott egy hatrészes minisorozatnak, amely a Vaják előzménye lesz. Declan de Barra-t szerződtették showrunner szerepére. 2021 januárjában Jodie Turner-Smith-et szerződtették főszerepre. 2021 márciusában Laurence O’Fuarain csatlakozott a szereplőgárdához. Áprilisban Turner-Smith-nek ki kellett szállnia az időbeosztási problémák miatt. 2021 júliusában Michelle Yeoh-t csatlakozott, Sophia Brown pedig átvette a Turner-Smith által megüresedett szerepet.
A forgatása 2021 augusztusában kezdődött az Egyesült Királyságban. 2021 novemberében a De Bara bejelentette, hogy befejeződött a forgatás.